# Walther MP
Walther MP je série samopalů vyráběných v Západním Německu firmou Walther v letech 1963 až 1985. Do výzbroje západoněmecké policie byly přijaty před nástupem modelu MP5. Typickými znaky jsou jednoduchá konstrukce a také díly jsou zhotoveny většinou z lisované oceli. Závěr uzamčen není a některé z prvků jsou řešeny podobně jako u útočné pušky Heckler & Koch G3 zavedené do výzbroje Bundeswehru. Ramenní opěrka je zhotovena z drátu a lze sklopit vpřed a dále slouží i jako přední rukojeť. Vyrábí se ve dvou verzích. Standardní verze MPL a zkrácená verze MPK. Oba modely byly ve velkém měřítku vyváženy pro armády a policejní složky v zemích Jižní Ameriky. Tento samopal je jednoduchý a účinný, ale v porovnání s konkurenčním typem MP5 zaostává v přesnosti střelby.

## Uživatelé
- Německo: Používán různými námořními jednotkami během 60. let.[1] Také používán různými policejními složkami.[2]
- Brazílie: varianta MPK.[3]
- Kolumbie: varianta MPK.[3]
- Mexiko: Mexické námořnictvo.[2]
- Venezuela: varianta MPK.[3]
- Zimbabwe: varianta MPK.[3]